# London Evening Standard
London Evening Standard je anglický bezplatný deník vycházející od pondělí do pátku. Založil jej v roce 1827 advokát Stanley Lees Giffard pod názvem Standard, roku 1859 byl přejmenován na Evening Standard a od roku 2009 používá současný název. Od roku 1955 uděluje deník divadelní cenu Evening Standard Award.